# Димитрий (Дроздов)
Архиепи́скоп Дими́трий (в миру Николай Григорьевич Дроздов; род. 22 января 1953, Бобруйск) — архиерей Русской православной церкви, архиепископ Витебский и Оршанский (Белорусский экзархат Русской православной церкви).

## Биография
Родился в Бобруйске в семье служащих.
В 1968—1972 годах учился в Бобруйском лесотехническом техникуме; затем работал в Ивацевичском деревообрабатывающем объединении.
В 1972—1974 годах служил в Вооружённых силах СССР.
В 1978 году окончил Московскую духовную семинарию; в 1982 году — Московскую духовную академию.
С 1977 года был иподиаконом Патриарха Пимена; состоял в числе братии Троице-Сергиевой лавры.
30 марта 1978 года пострижен в монашество. 29 апреля 1978 года рукоположён во иеродиакона; 15 апреля 1984 года — во иеромонаха.
В 1984—1989 годах — гостиничный в Троице-Сергиевой лавре. В 1986 году возведён в сан игумена.

### Архиерейство
6 июля 1989 года ему определено быть епископом Полоцким и Витебским.
22 июля, по всенощном бдении, в Свято-Духовском соборе Минска наречение во епископа совершили: патриарх Антиохийский Игнатий IV, митрополит Минский и Белорусский Филарет (Вахромеев), архиепископы Могилёвский и Гомельский Максим (Кроха), Владимирский и Суздальский Валентин (Мищук), епископы Ларисский Гавриил (Рамлауи) (Антиохийский патриархат), Пинский Константин (Хомич), Филиппопольский Нифон (Сайкали) (Антиохийский патриархат).
23 июля, в Неделю 5-ю по Пятидесятнице, те же архиереи во главе с патриархом Игнатием в Успенском соборе Жировичского монастыря совершили хиротонию игумена Димитрия во епископа Полоцкого и Витебского.

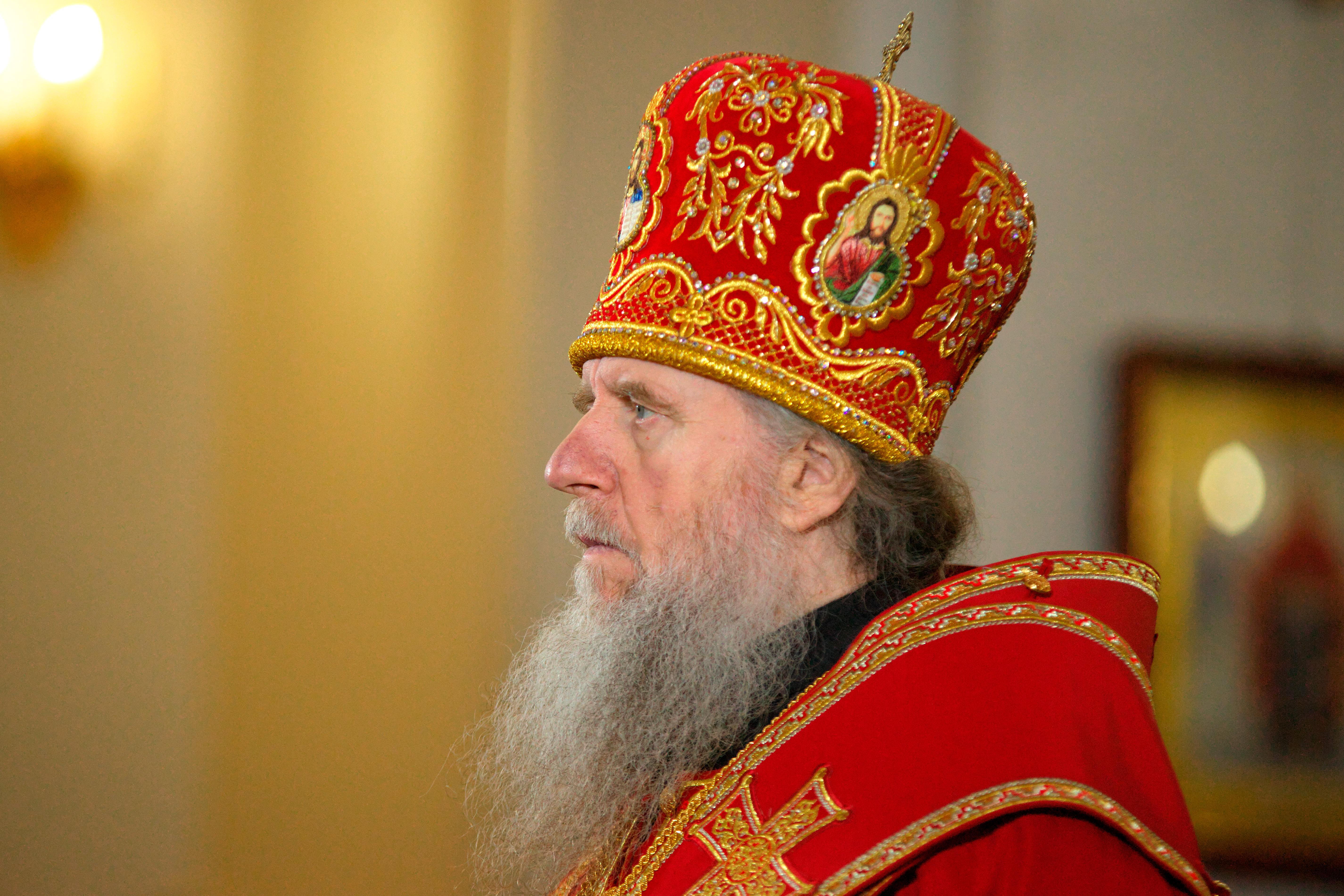
Архиепископ Витебский и Оршанский Димитрий во время Пасхального богослужения, 19 апреля 2020 года

7 июля 1992 года переведён на новообразованную Витебскую и Оршанскую кафедру.
19 февраля 1999 года указом патриарха Алексия II удостоен сана архиепископа.
Решением Святого синода Белорусской православной церкви от 30 декабря 2008 года был назначен председателем новообразованного отдела Белорусской церкви по взаимодействию с Министерством внутренних дел и департаментом исполнения наказаний Министерства внутренних дел.
30 мая 2011 года в связи с преобразованием Витебского духовного училища в семинарию назначен её ректором.
10 октября 2013 года указом патриарха назначен настоятелем и председателем приходского совета храма Святой Великомученицы  Ирины в Покровском — патриаршего подворья в Покровском города Москвы.

## Награды
Церковные
- Орден святого благоверного князя Даниила Московского III степени (1998);
- Орден преподобного Сергия Радонежского II степени (2003);
- Орден святого равноапостольного великого князя Владимира III степени;
- Орден преподобной Евфросинии Полоцкой БПЦ;
- Медаль преподобного Сергия Радонежского II степени;
- Памятная панагия (18 июля 2019) — во внимание к усердным архипастырским трудам и в связи с 30-летием архиерейской хиротонии[5];
- Орден преподобного Серафима Саровского II степени (22 января 2023) — во внимание к служению и в связи с отмечаемой личной датой[6].

Светские
- Премия «За духовное Возрождение» (31 декабря 2007)— за активную подвижническую деятельность в гуманитарной области, направленную на развитие прогрессивных художественно-нравственных традиций, способствующих установлению духовных ценностей, идей дружбы и братства между людьми разных национальностей и вероисповеданий[7].